# Port Orford

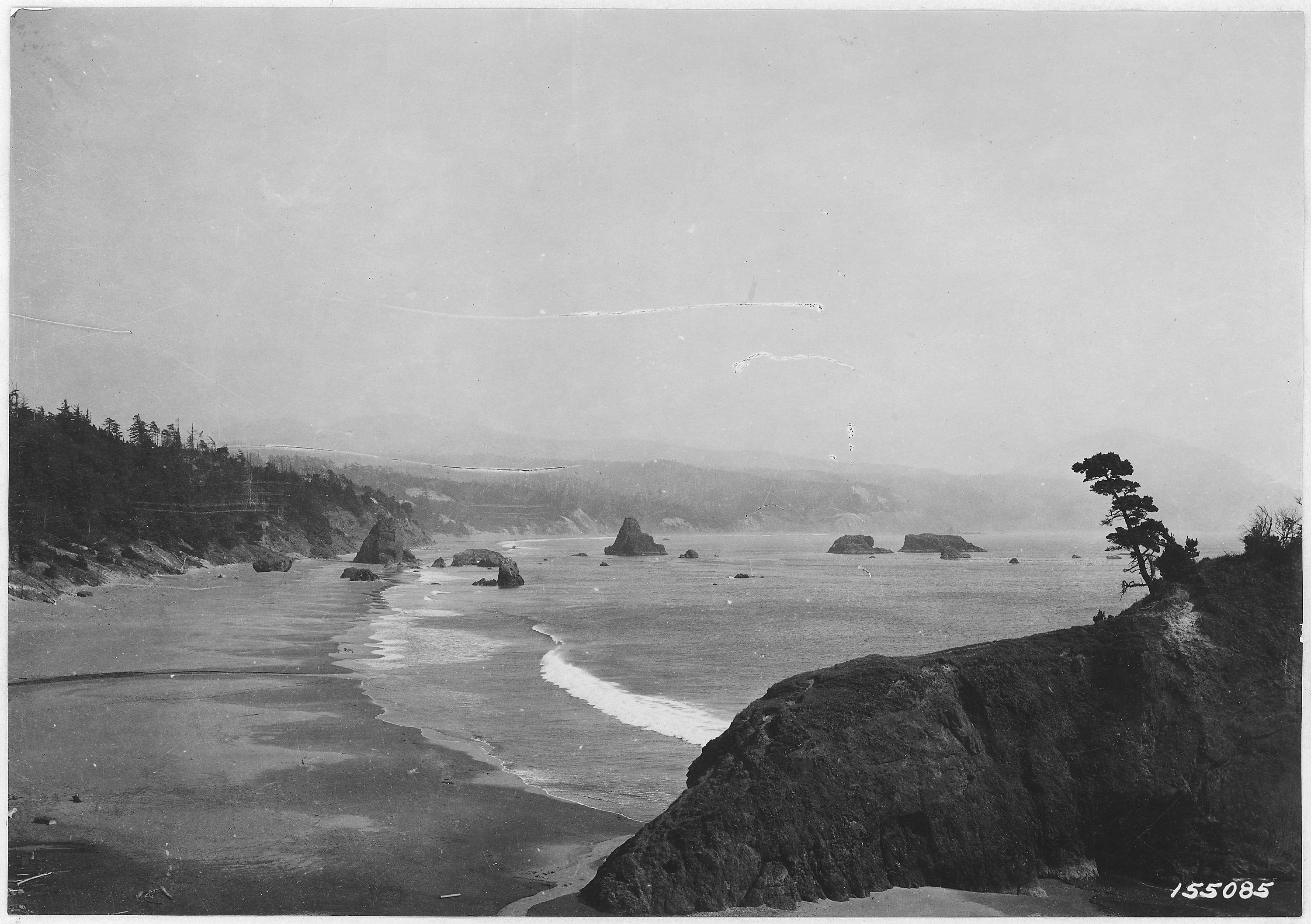
Fotó 1920–1930 körül

Port Orford (tolowa nyelven tr’ee-ghi~’- ’an’) az Amerikai Egyesült Államok északnyugati részén, Oregon állam Curry megyéjében, a 101-es út mentén, a Csendes-óceán és a Siuslaw Nemzeti Erdő között, Gold Beach-től 45 km-re északra, Bandontól pedig 43 km-re keletre helyezkedik el. A 2010. évi népszámláláskor 1153 lakosa volt. A város területe 4,17 km², melyből 0,13 km² vízi.
A település Oregon, és egyben az USA belső területeinek (Alaszkát és Hawaiit nem számítva) legnyugatibb városa; tőle nyugatra mindössze három, önkormányzat nélküli település (Neah Bay, La Push és Ozette) van, amelyek Washington állam Clallam megyéjében találhatóak.
A város gimnáziuma (Pacific High School) a Port Orford–Langloisi Iskolakerület alá tartozik.
A helyben befogható rádióadó a 91,9 MHz-en vehető KDPO-FM, amely a medfordi KDOV-FM átjátszó-állomása.

## Történet
Az európai telepesek megérkezte előtt a területet a tututni indiánok lakták; nyelvük a na-dene nyelvcsalád atapaszka nyelveinek óceánparti ágába tartozik.
1941 októberében a későbbi polgármester, Gilbert Gable a helyi utak gazdaságra is kiható rossz állapota miatt felvetette, hogy Dél-Oregon és Észak-Kalifornia vidéki megyéi tömörüljenek egy új államba (Jefferson). Ugyan Gable mozgalmának a második világháború véget vetett, a függetlenségi törekvések ma is léteznek; a 2016-os elnökválasztáskor már sokkal több megye szeretett volna kiválni.

## Éghajlat

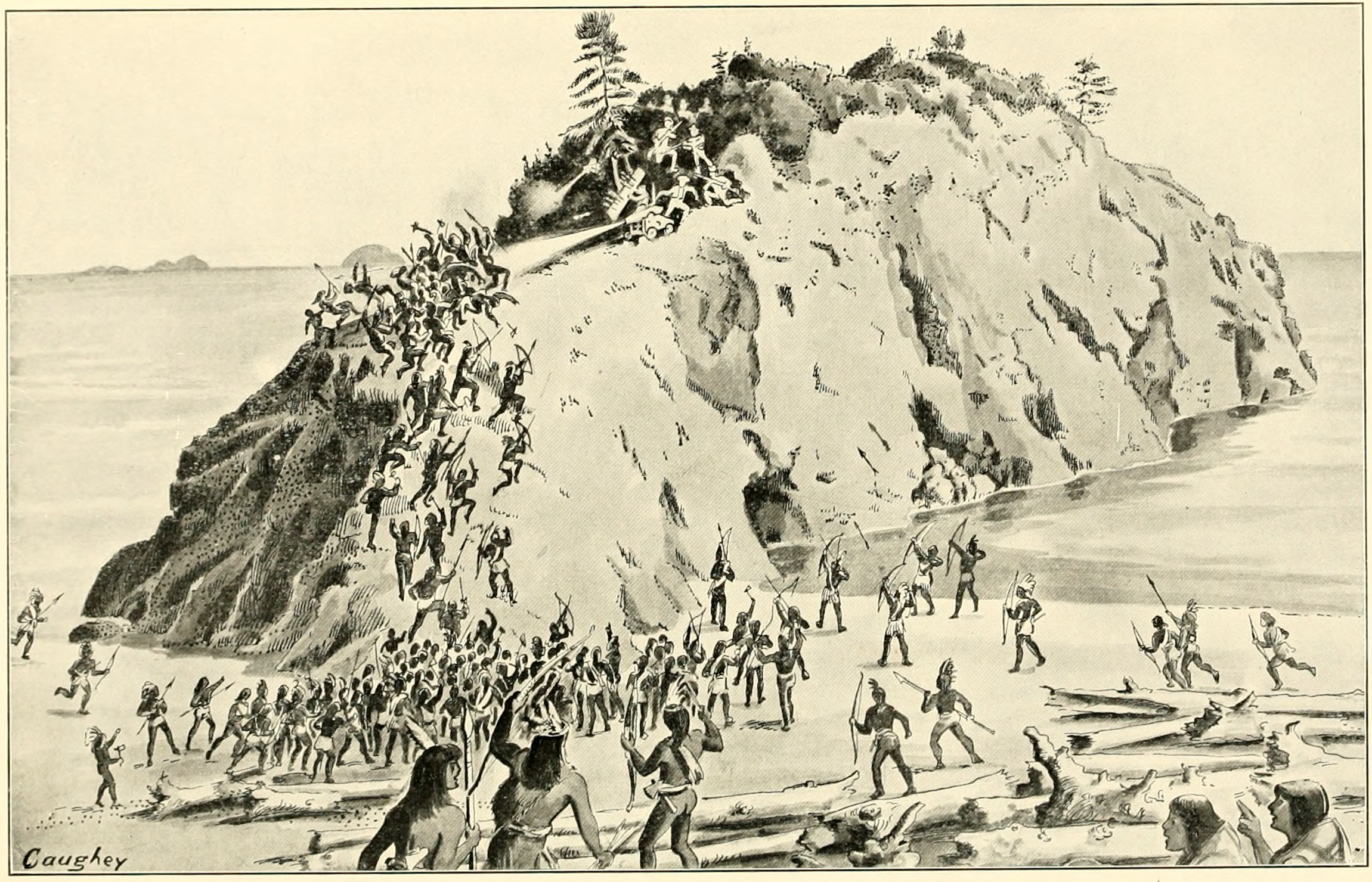
A Csata-szikla a 19. században

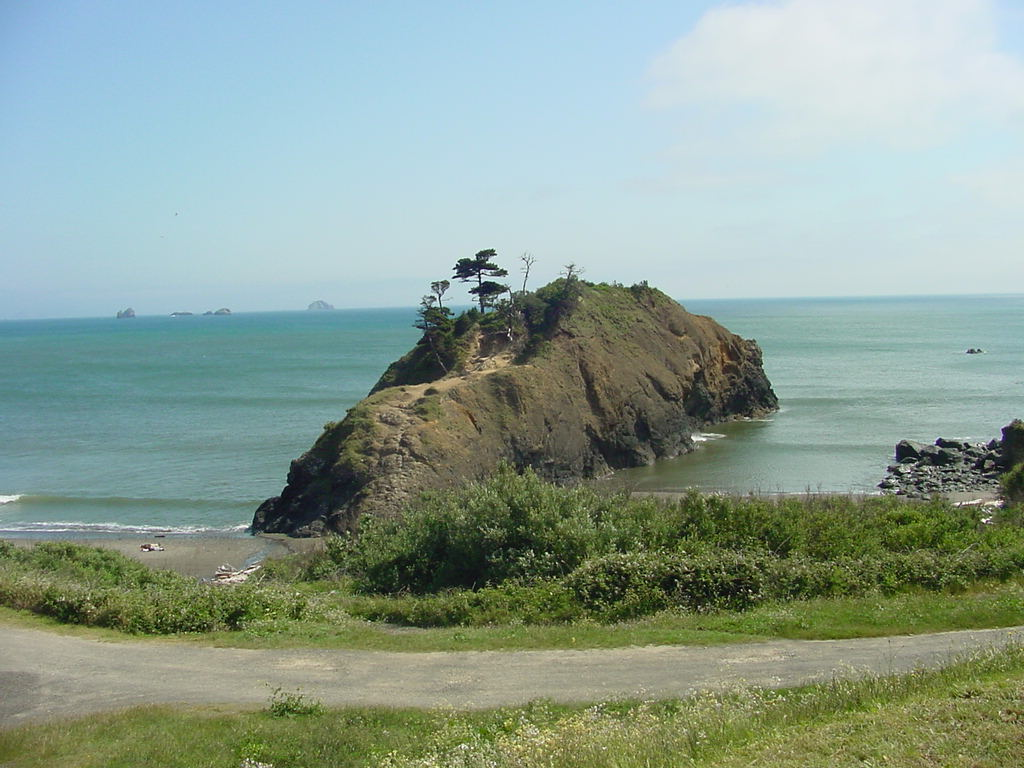
A Csata-szikla ma

A helyiség telei hűvösek és erősen csapadékosak, nyarai pedig enyhék és szárazak. A település a helyi „banánöv” északi végén található, ahol a Brookings-hatás miatt a nyarak átlagosan melegek. A közösség USDA-besorolása 9b.
A Köppen-skála alapján a város éghajlata óceáni (Csb-vel jelölve). A legcsapadékosabb a december–január-, a legszárazabb pedig a július–augusztus időszak. A legmelegebb hónap augusztus, a leghidegebb pedig december.
| Hónap                         | Jan. | Feb. | Már. | Ápr. | Máj. | Jún. | Júl. | Aug. | Szep. | Okt. | Nov. | Dec.  | Év    |
| ----------------------------- | ---- | ---- | ---- | ---- | ---- | ---- | ---- | ---- | ----- | ---- | ---- | ----- | ----- |
| Rekord max. hőmérséklet (°C)  | 24,4 | 25,6 | 25,6 | 28,9 | 32,8 | 31,1 | 36,1 | 35,6 | 33,9  | 31,7 | 24,4 | 26,7  | 36,1  |
| Átlagos max. hőmérséklet (°C) | 12,2 | 12,2 | 12,8 | 13,9 | 15,6 | 17,2 | 18,9 | 20,0 | 18,9  | 16,7 | 13,3 | 11,7  | 15,3  |
| Átlaghőmérséklet (°C)         | 8,6  | 8,6  | 9,2  | 10,0 | 12,0 | 13,6 | 15,3 | 15,9 | 14,8  | 12,5 | 9,7  | 8,1   | 11,5  |
| Átlagos min. hőmérséklet (°C) | 5,0  | 5,0  | 5,6  | 6,1  | 8,3  | 10,0 | 11,7 | 11,7 | 10,6  | 8,3  | 6,1  | 4,4   | 7,8   |
| Rekord min. hőmérséklet (°C)  | −6,1 | −7,2 | −2,8 | −2,2 | −0,6 | −2,2 | 3,9  | 1,7  | 2,2   | −2,2 | −4,4 | −10,6 | −10,6 |
| Átl. csapadékmennyiség (mm)   | 296  | 226  | 235  | 155  | 95   | 56   | 14   | 19   | 41    | 125  | 269  | 321   | 1852  |
| Forrás: The Weather Channel   |      |      |      |      |      |      |      |      |       |      |      |       |       |

## Népesség

### 2010
A 2010-es népszámláláskor a városnak 1133 lakója, 603 háztartása és 285 családja volt. A népsűrűség 280,5 fő/km2. A lakóegységek száma 767, sűrűségük 189,9 db/km2. A lakosok 93,3%-a fehér, 0,6%-a afroamerikai, 1,4%-a indián, 0,5%-a ázsiai,  0,9%-a egyéb, 3,3%-a pedig kettő vagy több etnikumú. A spanyol vagy latino származásúak aránya 4,3% (2,9% mexikói, 0,8% Puerto Ricó-i, 0,1% kubai, 0,5% egyéb spanyol vagy latino származású.)
A háztartások 11,8%-ában élt 18 évnél fiatalabb. 35,3% házas, 8,8% egyedülálló nő, 3,2% egyedülálló férfi, 52,7% pedig nem család. 43,4% egyedül élt; 15,6%-uk 65 éves vagy idősebb. Egy háztartásban átlagosan 1,86 személy élt; a családok átlagmérete 2,47 fő.
A medián életkor 54,7 év volt. A város lakóinak 11,8%-a 18 évesnél fiatalabb, 6,6% 18 és 24 év közötti, 16,3%-uk 25 és 44 év közötti, 36,7%-uk 45 és 64 év közötti, 28,8%-uk pedig 65 éves vagy idősebb. A lakosok 48%-a férfi, 52%-a pedig nő.

### 2000
A 2000-es népszámláláskor  a városnak 1153 lakója, 571 háztartása és 311 családja volt. A népsűrűség 285,4 fő/km2. A lakóegységek száma 662, sűrűségük 163,9 db/km2. A lakosok 95,4%-a fehér, 0,09%-a afroamerikai, 1,39%-a indián, 0,26%-a ázsiai, 0,17%-a a Csendes-óceáni szigetekről származik, 0,87%-a egyéb-, 1,82%-a pedig kettő vagy több etnikumú. A spanyol vagy latino származásúak aránya 2,6% (1,3% mexikói,   1,3% pedig egyéb spanyol/latino származású.)
A háztartások 19,6%-ában élt 18 évnél fiatalabb. 44% házas, 9% egyedülálló nő; 45% pedig nem család. 39% egyedül élt; 18,2%-uk 65 éves vagy idősebb. Egy háztartásban átlagosan 2 személy élt; a családok átlagmérete 2,66 fő.
A város lakóinak 18,8%-a 18 évesnél fiatalabb, 3,4% 18 és 24 év közötti, 19,7%-uk 25 és 44 év közötti, 30,8%-uk 45 és 64 év közötti, 27,3%-uk pedig 65 éves vagy idősebb. A medián életkor 50 év volt. Minden 100 nőre 92,2 férfi jut; a 18 évnél idősebb nőknél ez az arány 91,4.
A háztartások medián bevétele 23 289 amerikai dollár, ez az érték családoknál $29 653. A férfiak medián keresete $35 221, míg a nőké $15 179. A város egy főre jutó bevétele (PCI) $16 442. A családok 16,1%-a, a teljes népesség 17,8%-a élt létminimum alatt; a 18 év alattiaknál ez a szám 21,9%, a 65 évnél idősebbeknél pedig 9,2%.

## Híres személyek
- David Brock Smith – képviselő[16]
- Gilbert Gable – korábbi polgármester[17]
- Nick Reynolds – zenész[18]
- Richard T. Drinnon – történész[19]
- Samuel Colver – telepes[20]

## Fordítás
Ez a szócikk részben vagy egészben  a   Port Orford, Oregon című angol Wikipédia-szócikk ezen változatának fordításán alapul.  Az eredeti cikk szerkesztőit annak laptörténete sorolja fel. Ez a jelzés csupán a megfogalmazás eredetét és a szerzői jogokat jelzi, nem szolgál a cikkben szereplő információk forrásmegjelöléseként.